# Chelodina oblonga
Chelodina oblonga је гмизавац из реда Testudines.

## Угроженост
Ова врста је на нижем степену опасности од изумирања, и сматра се скоро угроженим таксоном.

## Распрострањење
Ареал врсте је ограничен на једну државу. 
Аустралија је једино познато природно станиште врсте.

## Станиште
Станишта врсте су мочварна подручја и слатководна подручја.